# Hertta Kuusinen
Hertta Elina Kuusinen (Luhanka, Finnország, 1904. március 14. – Moszkva, Szovjetunió 1974. március 18.) finn politikus, Otto Ville Kuusinen lánya. Finnország Népi Demokratikus Szövetségének országgyűlési képviselője volt 1945 és 1971 között. 1948-ban pedig tárca nélküli miniszterként, illetve ugyanazon év során a miniszterelnökségben miniszteri szinten szolgált.[forrás?] Elnökválasztóként 1950-ben, 1956-ban, 1962-ben valamint 1968-ban működött.[forrás?]

## Életpályája
Tizenhét éves korában, 1922-ben, költözött bátyjával Finnországból Moszkvába, az apjához. Könyvtáros tanulmányokat végzett. A Lenin Iskolába járt. Az 1930-as években került be a finnországi földalatti kommunista mozgalom szervezőinek moszkvai irányítói körébe. 1932-ben ill. 1933-ban Németországot járta, és antifasiszta tevékenységet végzett. 1933–1934 során a moszkvai Nemzetközi Lenin Iskola tanáraként dolgozott.